# Synagoge (Rastatt)

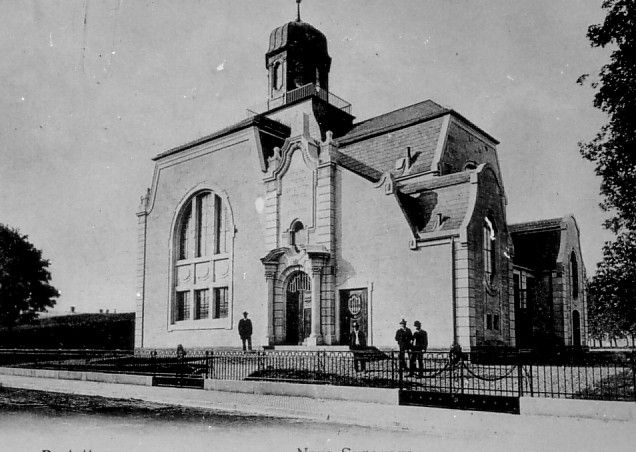
Synagoge in Rastatt

Die Synagoge in Rastatt, einer Kreisstadt in Baden-Württemberg, wurde 1905/06 errichtet und während der Novemberpogrome 1938 zerstört.

## Geschichte
Die jüdische Gemeinde Rastatt weihte am 31. Oktober 1829 ihre erste Synagoge ein, die sich in der damaligen Hildastraße (heute Ottersdorfer Straße 9) befand und heute als Wohnhaus genutzt wird.
Da die Anzahl der Gemeindemitglieder im 19. Jahrhundert stark angewachsen war, wurde die erste Synagoge zu klein. Am 16. Oktober 1904 beschloss die jüdische Gemeinde, eine neue Synagoge zu errichten, die nach den Plänen des Architekten Ludwig Levy aus Karlsruhe entstand. Die Synagoge befand sich auf dem damaligen Wall am Leopoldring 2. Das Grundstück hatte die Stadt der jüdischen Gemeinde kostenlos zur Verfügung gestellt. Die Grundsteinlegung erfolgte am 14. September 1905: Die neue Synagoge besaß 152 Männerplätze, 106 Frauenplätze, 26 Plätze für Sänger und 38 für die Vorsynagoge, zusammen 322 Plätze. Auf der Estrade gegen Osten stand der Vorbetertisch, dahinter eine erhöhte Kanzel und darüber der Toraschrein. Auf der Westempore befand sich die Orgel und der Platz für den Chor. Neben der Synagoge wurde ein Rabbinatsgebäude errichtet. Am 11. September 1906 konnte die Synagoge feierlich eingeweiht werden.

## Zeit des Nationalsozialismus
Während der Novemberpogrome 1938 wurde die Synagoge in Brand gesteckt und zerstört. Am 1. Dezember 1938 war nichts mehr von der Synagoge zu sehen, so schnell wurde das Gebäude abgeräumt. Das benachbarte Rabbinat blieb erhalten, an dem 1964 eine Gedenktafel für die ehemalige Synagoge angebracht wurde.